# David Oakes
Pour les articles homonymes, voir Oakes.
David Oakes, né le 14 octobre 1983, est un acteur britannique.

## Biographie

### Enfance et formation
Oakes est né à Fordingbridge, dans le comté du Hampshire, issu de l'union d'un homme de l'Église d'Angleterre et d'une musicienne professionnelle.[Quoi ?]
Durant sa scolarité, il étudie à la Bishop Wordsworth's School de Salisbury, dans le Wiltshire, où il figure parmi les têtes de classe. Pendant cette période, il s'implique activement au Théâtre de Salisbury et surtout dans leur section pour jeunes : le Stade 65.
Il obtient une maîtrise de littérature anglaise lors de ses études à l'université de Manchester.

### Carrière au théâtre
David Oakes commence sa carrière au Théâtre du Globe, à Londres, où il joue son premier grand rôle dans Peines d’amour perdues, aux côtés notamment de Gemma Arterton. Puis, il endosse l'un des rôles de We the People d’Eric Schlosser. 
Il intègre par la suite la Royal Shakespeare Company et fréquente des scènes reconnues, comme celles du Old Vic Theatre sous la direction de Kevin Spacey dans 24 Hour Plays.

### Premiers pas à la télévision

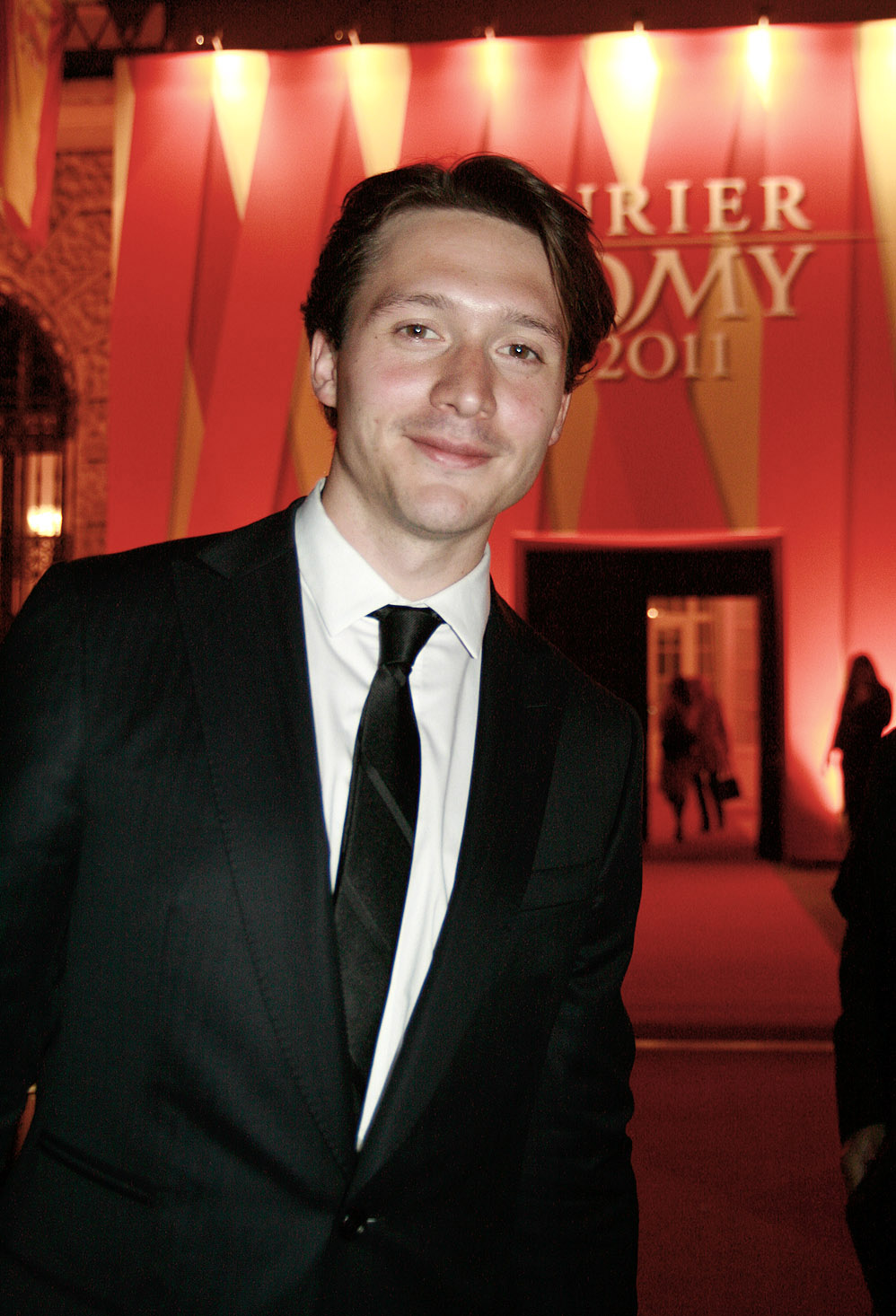
David Oakes au Romy TV Award de 2011

Ce n'est qu'en 2008 que David Oakes fait ses débuts à la télévision pour la BBC dans Bonekickers (où il joue le rôle du poète Alfred Tennyson) avant d'enchaîner la même année dans Walter’s War.
En 2009, il tourne un épisode documentaire sur Henri VIII d'Angleterre (Henry VIII: The Mind of a Tyrant)[réf. nécessaire]. Il poursuit sa carrière avec Trinity, une série centrée sur le milieu universitaire, dans laquelle une jeune fille tente d'élucider la disparition mystérieuse de son père. Cependant la série n'est pas reconduite pour une seconde saison.

### Premiers rôles majeurs à la télévision et débuts au cinéma
C'est en 2010 qu'il accède à la célébrité avec Les Piliers de la terre, une mini-série germano-canadienne en huit épisodes adaptée du best-seller éponyme de Ken Follett. Largement plébiscitée, la série est trois fois nommée aux Golden Globes et une fois aux Saturn Awards.
David Oakes y campe l'un des personnages les plus ambigus de l'histoire et principal antagoniste au bonheur du couple de Jack et Aliena : William Hamleigh, un jeune homme aisé et séduisant mais colérique et d'une grande brutalité. Pour se préparer, il a suivi un entraînement intensif d'équitation, son personnage étant un cavalier émérite. Au sujet de William, David a déclaré que la frustration du personnage « est beaucoup plus présente dans la série que dans le roman ». Lors d'une interview, il ajoute avec enthousiasme : « Je fais des choses que tout acteur m'envierait ! Je monte à cheval, je manie l'épée, l'équipe est formidable… […] La série est tout simplement magnifique et épique. Je n'ai jamais vu ça auparavant. C'est spectaculaire ! »
Ce rôle lui permet d'être remarqué par Neil Jordan, réalisateur à succès, qui a été engagé par Showtime pour réaliser The Borgias, présentée comme la série-sœur des Tudors. Il décroche le rôle de Giovanni "Juan" Borgia et rejoint une distribution prestigieuse qui compte déjà François Arnaud et Jeremy Irons. 
En 2012, David Oakes tient son premier rôle au cinéma : celui de Justin, dans le film d'horreur Action ou Vérité de Robert Heath, présenté notamment au Festival international du film fantastique de Bruxelles. Le film reçoit des critiques mitigées mais la prestation des acteurs est globalement saluée.

### Entre cinéma de genre et productions historiques
Dès 2012, il regagne les plateaux de télévision et s'essaie à la série policière historique grâce à Ripper Street : centrée sur le quartier de Whitechapel, l'intrigue décrit le chaos qui règne sur les lieux, six mois seulement après la disparition de Jack l'Éventreur… Face à Matthew MacFadyen qui campe l'inspecteur Edmund Reid, Oakes joue l'un des principaux suspects,.
Cette même année, il rejoint la nouvelle série historique de la BBC, The White Queen centrée sur Élisabeth Woodville, la reine consort du roi d'Angleterre Édouard IV. Aux côtés de Rebecca Ferguson et Max Irons, il interprètera le rôle de Georges Plantagenêt, comte de Salisbury et 1er duc de Clarence.
2017 lui offre son premier grand rôle au cinéma, sous la direction du réalisateur français Xavier Gens : il incarne le héros de Cold Skin, adaptation du roman catalan La Peau froide d'Albert Sánchez Piñol.
Depuis 2021, il est au casting de Vikings: Valhalla, spin-off de la série à succès Vikings, dans laquelle il incarne le jeune noble Godwin de Wessex.

### Vie privée

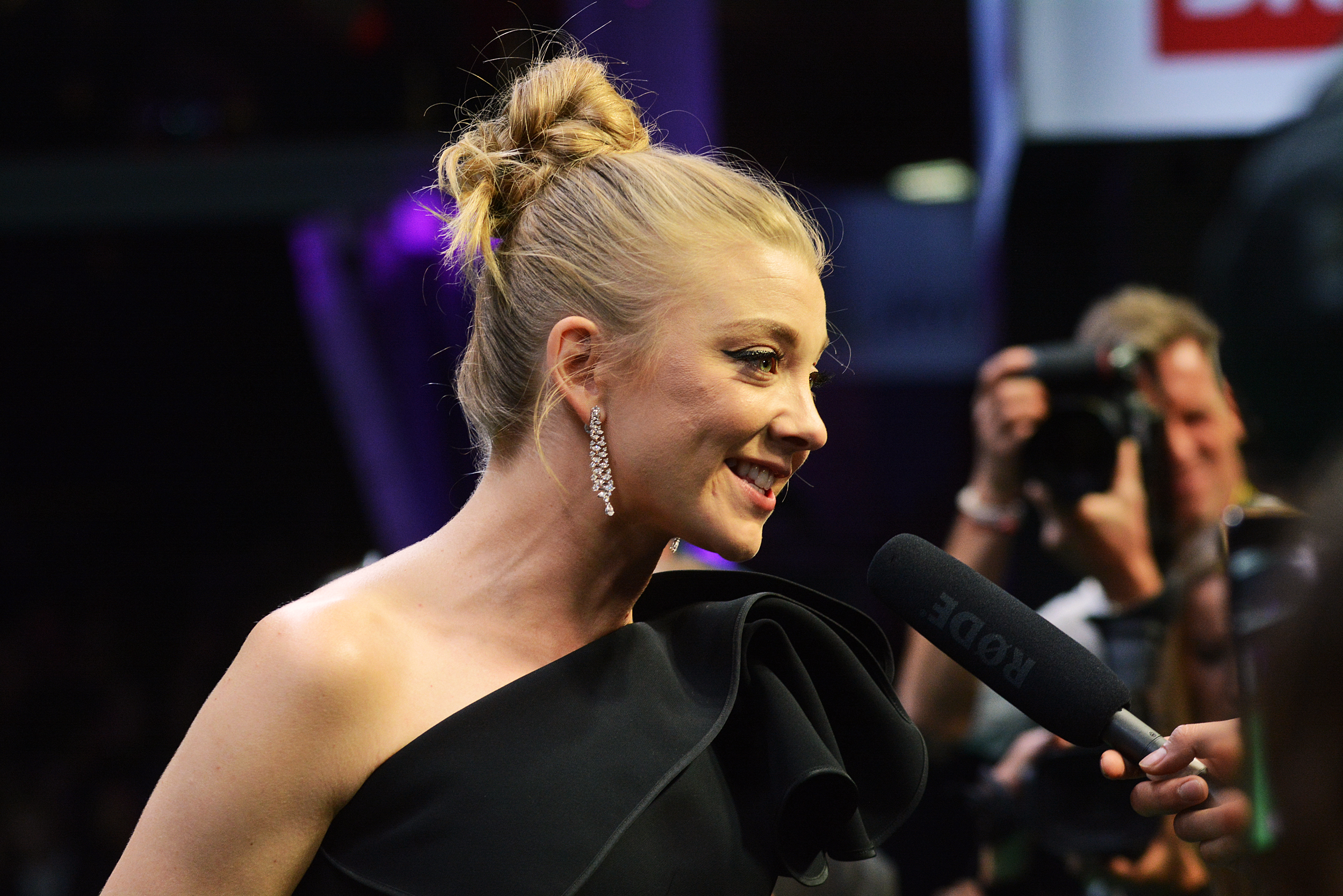
Sa compagne Natalie Dormer.

David Oakes possède une voix de basse profonde, joue de la clarinette et de la clarinette basse. Il a reçu une formation de danseur incluant entre autres le ballet, la country, le jazz et les claquettes. Outre la danse, il pratique également plusieurs disciplines sportives incluant l'athlétisme, le canoë-kayak, le cyclisme, l'équitation, le rugby, la voile ou encore le yoga…
Il est en couple depuis 2018 avec l'actrice britannique Natalie Dormer, sa partenaire dans la pièce La Vénus à la fourrure. Le couple a accueilli son premier enfant, une fille, en janvier 2021.

## Citations
- David Oakes a déclaré préférer les rôles durs et controversés, en partie parce qu'ils ne correspondent pas à ce qu'il fait dans la vie : « Au départ, on m'offrait juste ces personnages moralement douteux et maintenant, j'en redemande ! Lorsqu'on me propose le rôle d'un homme ordinaire, gentil et prévisible, j'ai tendance à dire : Et alors ? »[13]
- Sur son personnage de Action ou Vérité : « Je ne mets pas en avant les gens qui font du mal, j'essaie de faire réfléchir les gens sur pourquoi c'est mal. »[13]
- Sur la religion et la morale au cinéma : « Ce qu'il y a d'intéressant, c'est que les choses que nous jugeons moralement ou religieusement mauvaises […] font juste partie intégrante du cinéma occidental. »[13]

## Filmographie

### Cinéma
- 2012 : Action ou Vérité de Robert Heath : Justin
- 2017 : Cold Skin de Xavier Gens : Friend
- 2018 : 100dniówk@ de Alessandro Leone : David Potter
- 2019 : The Garden of Evening Mists de Tom Lin Shu-yu : Frederik Gemmell jeune
- 2020 : Shuttlecock de Andrew Piddington : Martin Prentis
- 2020 : You de Nicola Abbatangelo : Brandon Miller

### Télévision
- 2008 : Bonekickers : Lord Alfred Tennyson
- 2008 : Walter's War : Oswald Hennessey
- 2009 : Henry VIII: The Mind of a Tyrant : George Cavendish
- 2009 : Trinity : Ross Bonham
- 2010 : Les Piliers de la terre : Lord William Hamleigh (principal)
- 2011 - 2012 : The Borgias : Giovanni Borgia alias Juan (principal, saisons 1 et 2)
- 2012 : Un monde sans fin : Henry Bishop
- 2012 : Ripper Street : Victor Silver, l'un des suspects de l'affaire « Jack l'Éventreur »
- 2012 : The White Queen : Georges Plantagenêt, comte de Salisbury et 1er duc de Clarence
- 2014 : Un amour sur mesure (Love by Design) : Adrian
- 2015 : Les Enquêtes de Morse : saison 3, épisode 1 (Pile ou Face) Jocelyn "Joss" Bixby
- 2016 : Victoria : Prince Ernest
- 2021 : Vikings: Valhalla : Godwin de Wessex

### Théâtre
| Année       | Titre et auteur | Rôle                                   | Théâtre                                                     | Metteur en scène   |
| ----------- | --- | -------------------------------------- | ----------------------------------------------------------- | ------------------ |
| 2006        | Beaucoup de bruit pour rien de William Shakespeare                                                                          | Claudio et Verges                      | Royal Shakespeare Company et Bristol Old Vic Theatre School | John Hartoch       |
| 2007        | Peines d'amour perdues de William Shakespeare                                                                               | Dumaine                                | Shakespeare's Globe et International Tour                   | Dominic Dromgoole  |
| 2007        | We the People (avant-première mondiale) de Eric Schlosser                                                                   | Charles Pinckney et Gunning Bedford Jr | Shakespeare's Globe                                         | Charlotte Westenra |
| 2008        | Old Vic New Voices: The Twenty-four Hour Plays                                                                              | Davide                                 | Old Vic Theatre                                             | ?                  |
| 2008        | Journey's End de R. C. Sherriff                                                                                             | Raleigh                                | Mercury Theatre, Colchester                                 | Tony Casement      |
| 2008        | Mary Stuart de Friedrich Schiller                                                                                           | Mortimer                               | Traverse Theatre, Edinbourgh                                | Aida Karic         |
| 2009        | All The Little Things We Crushed (avant-première mondiale) de Joel Horwood                                                  | Hugh                                   | Almeida Theatre, Londres                                    | Simon Godwin       |
| 2011        | Three Farces (Slasher and Crasher, A Most Unwarrantable Intrusion & Grimshaw, Bagshaw and Bradshaw) de John Maddison Morton | Samson Slasher et John Bagshaw         | Orange Tree Theatre, Londres                                | Henry Bell         |
| 2013        | Orgueil et Préjugés de Jane Austen, adapté par Simon Reade                                                                  | Darcy                                  | Open Air Theatre, Regent's Park, Londres                    | Deborah Bruce      |
| 2014 - 2015 | Shakespeare in Love de Marc Norman et Tom Stoppard, adapté par Lee Hall                                                     | Christopher Marlowe                    | Noël Coward Theatre, West End, Londres                      | Declan Donnellan   |
| 2015        | The Trial of Macbeth de Jonathan Myerson                                                                                    | Banquo                                 | Noël Coward Theatre, West End, Londres                      | Christopher Haydon |
| 2017        | La Vénus à la fourrure (avant-première à West End) de David Ives                                                            | Thomas Novachek                        | Theatre Royal Haymarket, West End, Londres                  | Patrick Marber     |
| 2019        | Hamlet de William Shakespeare                                                                                               | Hamlet                                 | Shakespeare’s Rose Theatre, York                            | Damian Cruden      |

## Voix francophones
| En France - Cédric Dumond dans : - The Borgias (série télévisée) - The White Queen (série télévisée) - Un amour sur mesure - Victoria (série télévisée) Et aussi - Damien Boisseau dans Trinity (série télévisée) | - Sébastien Hébrant (Belgique) Cold Skin - Sébastien Desjours dans Vikings: Valhalla (série télévisée) Au Québec - Alexis Lefebvre dans Les Piliers de la Terre (série télévisée) - David Laurin dans Les Borgia (série télévisée) |